# Alfred Henry Whitehouse
Pour les articles homonymes, voir Whitehouse (homonymie).
 Alfred Henry Whitehouse, né le 15 septembre 1856, mort le 7 avril 1929, est un pionnier du cinéma néo-zéandais.

## Biographie
Né à Birmingham (Warwickshire) en Angleterre en 1856, il émigre en Nouvelle-Zélande avec ses parents vers 1864. 
Il se marie à Auckland le 22 octobre 1878. Il travaillait en tant que cordonnier; il était également propriétaire terrien et musicien. Sa femme meurt le 17 juin 1888, lui laissant 5 enfants.
Vers 1894, probablement après une visite à l'Exposition universelle de Chicago, Alfred Whitehouse entreprit une tournée en Nouvelle-Zélande pour présenter le phonographe d'Edison. Fin 1895, de retour d'un voyage de quatre mois autour du monde, il devint le premier à présenter des films en Nouvelle-Zélande grâce au kinétoscope d'Edison.
En 1900 il se rend à l'Exposition Universelle Internationale à Paris, et en ramène un Biochronoscope, probablement une machine de Gaumont. Il a produit en tout une dizaine de films.
Il meurt en 1929, et est enterré au cimetière d'Auckland.

## Filmographie
- 1899 : The Departure of the Second Contingent for the Boer War (en)
- 1900 : Men’s Canoe Hurdle Race